# Johan Bruyneel
Johan Bruyneel (nascido em 23 de agosto de 1964) é um ex-ciclista belga de ciclismo de estrada, profissional entre os anos 1989 e 1998, período no qual conseguiu vinte e nove vitórias. Competiu como representante de seu país nos Jogos Olímpicos de Verão de 1996 em Atlanta, onde terminou em vigésimo quarto lugar no contrarrelógio individual.